# Westvleteren
Westvleteren (Вествлетерен) — торговельна марка бельгійського траппістського пива, що виробляється на території однойменного абатства, розташованого у бельгійській провінції Західна Фландрія. За обсягами виробництва (47,5 тис. декалітрів пива на рік) — одна з найменш розповсюджених серед усіх семи торговельних марок траппістського пива, чиї сукупні обсяги виробництва сягають 4,6 мільйонів декалітрів на рік.
Офіційно пиво може продаватися лише безпосередньо у магазині при абатстві та у найближчому ресторані, що, поруч з обмеженими обсягами виробництва, робить його одним з найвідоміших «пивних раритетів» у світі.

## Історія

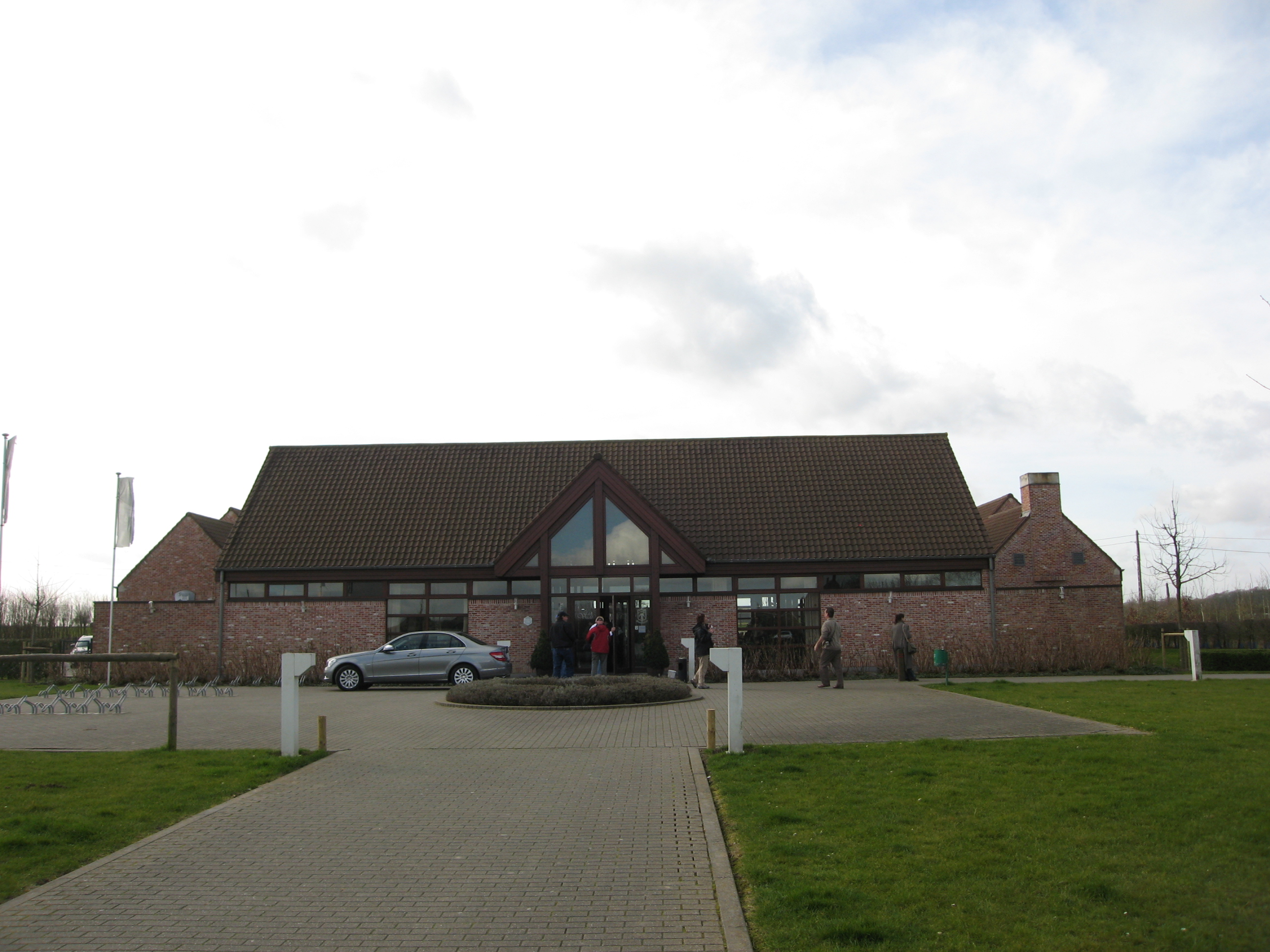
Ресторан при абатстві Вествлетерен.

Абатство Вествлетерен, також відоме як абатство Святого Сикста (нід. Westvleteren Abdij St. Sixtus), було засноване траппістськими монахами з Франції у 1831 році. Вже за сім років, у 1838, при монастирі запрацювала власна броварня. З того часу виробництво пива в абатстві Вествлетерен не припинялося, навіть під час світових воєн відбувалося лише скорочення його обсягів.
1931 року монахи почали продавати вироблене ними пиво усім охочим, раніше воно споживалося лише ними самими та гостями абатства.
1992 року броварню на території абатства було модернізовано, однак вона лишається єдиною броварнею серед семи виробників траппістського пива, на якій працюють виключно монахи, без залучення найманих працівників. Персонал броварні Westvleteren обмежується п'ятьма монахами, зайнятими безпосередньо броварством, ще п'ять монахів допомагають при розливі пива у пляшки.
Як і у випадку інших траппістських броварень, доходи від продажів пива Westvleteren традиційно спрямовуються на забезпечення фінансових потреб абатства та благодійництво. Такий підхід до броварства визначає обсяги виробництва пива Westvleteren, попит на яке суттєво перевищує пропозицію, — монахи виробляють рівно стільки пива аби коштів від його реалізації було достатньо для функціонування абатства та здійснення його благочинних проектів.
Принципи броварства в абатстві Вествлетерен були чітко сформульовані його настоятелем при відкритті нової модернізованої броварні:

| «Ми не броварі. Ми монахи. Ми варимо пиво аби мати можливість дозволити собі бути монахами.» |

## Реалізація пива
Хоча з 1931 року пиво Westvleteren продається усім охочим, його реалізація обмежена магазином в самому абатстві Вествлетерен та найближчим до нього рестораном. При цьому відвідання цих місць не гарантує можливість придбання пива Westvleteren, оскільки обсяги його виробництва є суттєво меншими за наявний попит.
Умовами продажу цього пива прямо зазначається заборона його перепродажу, однак, за відсутності механізмів контролю дотримання покупцями цього правила, не є секретом той факт, що заборона перепродажу систематично порушується. Пиво може бути придбане в окремих ресторанах та магазинах Бельгії, а також в магазинах, що спеціалізуються на «пивних раритетах», в інших країнах, зокрема у США.
При цьому ціноутворення на продукцію абатства Вествлетерен здійснюється не за принципами балансу попиту та пропозиції, а відповідно до позиції монахів щодо забезпечення мінімальної рентабельності свого виробництва та доступності їх продукції усім, незалежно від рівня доходів. Тож у магазині при абатстві пиво продається за досить помірними цінами від 1,15€ до 1,65€ за пляшку, у той же час ціна пляшки при перепродажу у Сполучених Штатах може сягати 20$.

### Придбання пива у абатстві
Цікавим є процес придбання пива безпосередньо у абатстві. Отримати його можна лише за попереднім замовленням по телефону. На офіційному сайті абатства один раз в тиждень оновлюється розклад на наступні два тижні: на перші сім днів вказані дні та години, у які можна замовити пиво (причому у визначений день можна замовляти лише певний сорт), на другий тиждень вказані дні та години, коли замовлене пиво можна забрати. Причому замовляти можна лише на тиждень вперед. При замовленні пива потрібно вказати реєстраційний номер автомобіля, на якому пиво буде вивезене, та кількість напою. Максимально можливо замовити лише 2 ящики (по 24 пляшки, об'ємом 0,33 л). Після бронювання, з того ж самого телефонного номера наступний раз можна буде замовляти лише через 2 місяці; так само і з автомобілем — після отримання пива наступний раз можна буде його придбати лише через 60 днів.
Через те, що абатство є досить закритим, то отримання пива відбувається не на території монастиря, а на спеціально відведеному майданчику, за межами його території. Видає напій місцевий працівник, який не є монахом. Оскільки охочих придбати Westvleteren є багато, то, зазвичай, черга із автомобілів формується ще задовго до визначеного часу. У вказаний момент працівник відчиняє ворота, і покупці заїжджають для отримання пива згідно сформованої черги. Коли черговий автомобіль під'їжджає до видачі, працівник звіряє його номер із списком, після чого видає замовлений Westvleteren. Розрахуватись за пиво можна лише за допомогою кредитної картки. Це зроблено з метою, щоб у працівника не виникло бажання привласнити готівку. До отримання пива є можливість здати порожні ящики та пляшки, чим користуються постійні клієнти, оскільки заставна ціна ящика та 24-х пляшок становить 12 € (9,6 за ящик та по 0,1 за кожну пляшку).

## Асортимент

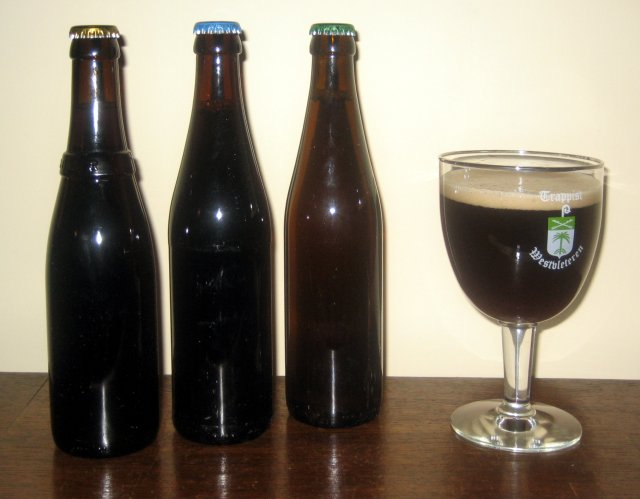
Асортимент пива Westvleteren та фірмовий келих.

Комерційний асортимент пива Westvleteren включає три сорти:
- Westvleteren Blonde — світле пиво з помірним вмістом алкоголю 5,8%, на ринку з 1999 року.
- Westvleteren 8 — міцне темне пиво з вмістом алкоголю 8,0%.
- Westvleteren 12 — міцне темне пиво з вмістом алкоголю 10,2%, виробляється з 1940 року.

Пиво розливається у пляшки без етикеток, марки пива можна розрізнити лише за кольором корку: для сорту «Blonde» він блакитний, для «8» зелений, а для «12» — чорний.
До 1999 року також випускалися темне пиво з вмістом алкоголю 6,2% та легке пиво з вмістом алкоголю 4% (т.зв. Paterbier, пиво отців), на зміну яким в асортименті броварні з'явилося Westvleteren Blonde.
Більш п'янкі Westvleteren 8 та Westvleteren 12 виготовляються із застосуванням технології повторного бродіння, при якій до пляшки пива при розливі додаються живі дріжджі і протягом певного часу напій бродить безпосередньо у пляшці, лише після цього потрапляючи на продаж. Внаслідок цього процесу гарантований термін зберігання пива становить 3 роки.